# Бахтин, Иван Иванович (сенатор)
Иван Иванович Бахтин (1793—1867) — генерал-лейтенант, тайный советник, сенатор.

## Биография
Сын Ивана Ивановича Бахтина-старшего. В 1810 году окончил Харьковскую гимназию.
В военную службу вступил в 1812 году в ополчение, принимал участие в Отечественной войне. После роспуска ополчения Бахтин перешёл на службу в армейскую пехоту.
В 1831 году принимал участие в кампании против восставших поляков. В 1838 году произведён в полковники и 23 марта 1847 года — в генерал-майоры. В 1855—1856 годах занимал должность вице-директора Департамента военных поселений по делам казачьих иррегулярных войск.
26 августа 1856 года был произведён в генерал-лейтенанты и перешёл на гражданскую службу с переименованием в тайные советники и назначением сенатором.
За время своей службы Бахтин был награждён орденами св. Владимира 3-й степени с мечами (1831 год, за отличия против поляков), св. Георгия 4-й степени (4 декабря 1843 года, за беспорочную выслугу 25 лет в офицерских чинах, № 6964 по кавалерскому списку Григоровича — Степанова), св. Станислава 1-й степени (11 апреля 1848 года), св. Анны 1-й степени (6 декабря 1849 года, императорская корона к этому ордену пожалована 11 апреля 1854 года), св. Владимира 2-й степени с мечами (1 января 1861 года).
Скончался Бахтин в Санкт-Петербурге 19 ноября (1 декабря) 1867 года, похоронен на Смоленском православном кладбище.
Его брат, Николай, был действительным тайным советником, занимал должность Государственного секретаря и являлся членом Государственного совета Российской империи.